# Borgerpartiet (Island, 1923)
Borgerpartiet (islandsk: Borgaraflokkurinn) var et konservativt politisk parti i Island, der var en forløber for Selvstændighedspartiet.
Partiet blev grundlagt som en løs alliance af konservative kandidater fra det opløste Hjemmestyrepartiet og (det første) Selvstændighedspartiet forud for altingsvalget i 1923. Det vandt valget og fik 16 ud af 28 pladser i Altingets øvre del ("overhus") og 7 ud af 14 i dets nedre del ("underhus"). I februar 1924 dannede 20 af partiets tingmænd Konservative Parti, og Borgerpartiet blev opløst senere samme år. De resterende tre altingsmedlemmer genoptog navnet Selvstændighedspartiet, men dannede i 1927 Liberale Parti. I 1929 sluttede Det Konservative Parti og det Liberale Parti sig sammen til Selvstændighedspartiet, der siden har været Islands dominerende parti. 